# جيمس كاي توماس
جيمس كاي توماس (بالإنجليزية: James Kay Thomas)‏ هو لاعب كرة قدم أمريكية أمريكي، ولد في 23 فبراير 1902، وتوفي في 23 مايو 1969.